# Trương Quốc Huy (nhân vật bất đồng chính kiến)
Trương Quốc Huy (sinh năm 1980) là một nam YouTuber, người bất đồng chính kiến tại Việt Nam. 
Năm 2008, Trương Quốc Huy bị Toà án Nhân dân Cấp cao Thành phố Hồ Chí Minh kết án tù vì "Hoạt động chống phá nhằm lật đổ chính quyền nhân dân". Ra tù, Trương Quốc Huy vượt biên di cư sang Hoa Kỳ theo diện tỵ nạn chính trị, lập kênh N10Tv trên YouTube, Facebook. Tính đến ngày 1 tháng 12 năm 2024, kênh YouTube N10Tv của Huy đã có hơn 1,59 triệu người đăng ký và được hơn 1 tỷ lượt xem.

## Cuộc đời

### Thời thơ ấu
Trương Quốc Huy sinh năm 1980 tại Thành phố Hồ Chí Minh với cha là Trương Quốc Hạ, một cựu quân nhân Quân lực Việt Nam Cộng hòa. Theo chính quyền Việt Nam, Huy sống bằng nghề mua bán điện thoại di động ở quận 5 trước khi mở một tiệm sửa chữa điện thoại di động ở quận Gò Vấp.

### 2005–2011: Hai lần vào tù
Năm 2005, Trương Quốc Huy cùng với anh trai Trương Quốc Tuấn, Lisa Phạm và một số người khác tham gia diễn đàn trên Paltalk, chia sẻ thông tin tiêu cực về Việt Nam lên trên mạng xã hội.
Ngày 19 tháng 10 năm 2005, Huy bị bắt lần đầu về tội danh "Hoạt động chống phá nhằm lật đổ chính quyền nhân dân" cùng Trương Quốc Tuấn và Lisa Phạm. Ngày 07 tháng 07 năm 2006, Huy được chính quyền trả tự do. Được thả, Huy tiếp tục chỉ trích chính phủ Việt Nam và gia nhập khối 8406.
Trương Quốc Huy bị bắt lần thứ hai vào ngày 18 tháng 08 năm 2006. Tại phiên xét xử ngày 29 tháng 01 năm 2008, anh bị Toà án Nhân dân Cấp cao Thành phố Hồ Chí Minh kết án 06 năm tù giam vì tội "Tuyên truyền Chống phá Nhà nước Cộng hòa xã hội chủ nghĩa Việt Nam". Ngày 30 tháng 11 năm 2011. Trương Quốc Huy được ra tù.

### 2012–2014: Rời Việt Nam sang Hoa Kỳ
Tháng 02 năm 2012, Trương Quốc Huy quyết định vượt biên sang Thái Lan để xin tỵ nạn chính trị. Ngày 28 tháng 02 năm 2012, khi trả lời phỏng vấn RFA, Trương Quốc Huy cho biết trong thời gian ở tù Huy bị nhốt trong hầm hai năm, có thời gian 06 tháng không được đánh răng, 03 tháng mới cho ra nắng một lần chỉ chừng 15 phút. Nhà báo Hòa Xuân của báo Công an Nhân dân cáo buộc những thông tin mà Trương Quốc Huy đã chia sẻ với RFA là sai sự thật vì thời gian tạm giam để điều tra của anh chỉ là 01 năm 05 tháng, trong các buồng giam đều có bể nước hoặc vòi nước.
Năm 2014, Trương Quốc Huy định cư ở Hoa Kỳ.

### 2015–nay: N10Tv
Ngày 12 tháng 11 năm 2015, Trương Quốc Huy tạo kênh YouTube N10Tv. Sau đó là trang N10Tv trên Facebook. Trên các mạng xã hội này, Trương Quốc Huy chỉ trích các chính sách của chính quyền Việt Nam, tiêu biểu như: các biện pháp ứng phó với dịch COVID-19, việc điều chỉnh giá xăng dầu...
Tháng 9 năm 2021, kênh YouTube N10Tv đạt mốc 1 triệu người đăng ký.

## Nhận xét

### Tổ chức Ân xá Quốc tế
Tổ chức Ân xá Quốc tế nhận định rằng Trương Quốc Huy là tù nhân lương tâm, bị giam giữ chỉ vì thực thi quyền tự do ngôn luận của mình một cách ôn hòa.

### Chính quyền Việt Nam
Theo báo Quân đội nhân dân, Trương Quốc Huy thực chất chỉ là con rối của Việt Tân. Theo công an thị xã Bình Long, Trương Quốc Huy lợi dụng các vấn đề mà báo chí đã đăng, suy diễn các vấn đề theo chiều hướng xuyên tạc nhằm chống phá sự ổn định của đất nước.